# Thaddée Nsengiyumva
Thaddée Nsengiyumva (ur. 17 marca 1949 w Bungwe, zm. 5 czerwca 1994 w Kabgayi) – rwandyjski duchowny rzymskokatolicki, biskup Kabgayi, ofiara ludobójstwa w Rwandzie.

## Biografia
20 lipca 1975 otrzymał święcenia prezbiteriatu i został kapłanem diecezji Ruhengeri. 5 listopada 1981 inkardynowany do powstałej tego samego dnia diecezji Byumby.
18 listopada 1987 papież Jan Paweł II mianował go koadiutorem biskupa Kabgayi. 31 stycznia 1988 w Gitaramie przyjął sakrę biskupią z rąk biskupa Kabgayi André Perraudina MAfr. Współkonsekratorami byli arcybiskup kigalijski Vincent Nsengiyumva oraz biskup Byumby Joseph Ruzindana.
7 października 1989, gdy bp Perraudin przeszedł na emeryturę, Nsengiyumva został biskupem Kabgayi. Był on pierwszym Rwandyjczykiem na tej katedrze.
W grudniu 1991, po wybuchu wojny domowej w Rwandzie, napisał głośny list pasterski Convertissons-nous pour vivre ensemble dans la paix (Nawróćmy się, aby żyć razem w pokoju). W samokrytycznym tonie wezwał Kościół katolicki do przyznania się o podtrzymywanie podziałów etnicznych i do jego odnowy. Wielokrotnie publicznie nawoływał o zaprzestanie mordów.
5 czerwca 1994, w czasie ludobójstwa w Rwandzie, został zamordowany wraz dwoma innymi biskupami Vincentem Nsengiyumvą i Josephem Ruzindaną oraz z 10 innymi księżmi. Duchowni zostali pochwyceni podczas wizyty wśród ludzi, którzy przeżyli masakry.